# Ehsan Abdelmalek
Ehsan Abdelmalek, née le 27 novembre 1986, est une joueuse de handball égyptienne évoluant au poste de demi-centre.

## Biographie
Durant cinq saisons, elle évolue en Nationale 1 puis en deuxième division à l'Aunis Handball La Rochelle-Périgny. En 2014-2015, elle termine meilleure marqueuse de deuxième division (185 buts en 19 matchs) et rejoint l'OGC Nice Côte d'Azur Handball en fin de saison.

## Palmarès
compétitions nationales
- vice-championne de France en 2019 (avec OGC Nice)
- finaliste de la coupe de la Ligue en 2016 (avec l'OGC Nice)